# Kolben (Jenalöbnitz)
Der Kolben ist ein 315,3 m hoher Berg in der Gemarkung Taupadel im Saale-Holzland-Kreis, Thüringen, zwischen den Dörfern Jenalöbnitz und Taupadel. Er gehört zum nördlichen Teil der östlichen Jenaer Scholle.